# Basilika Unserer Lieben Frau von Piat

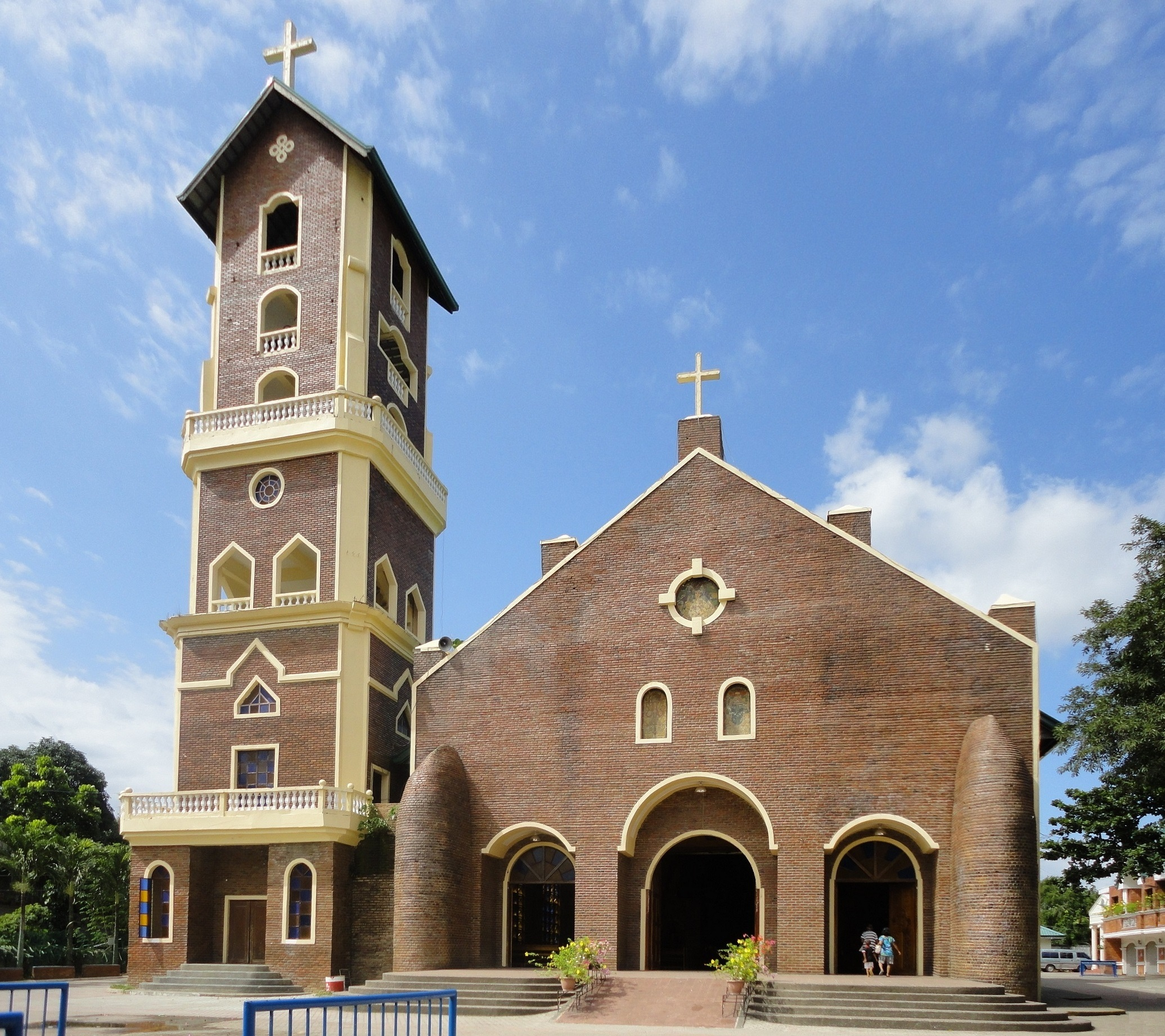
Fassade der Basilika

Die Basilika Unserer Lieben Frau von Piat (englisch Basilica of Our Lady of Piat) ist eine römisch-katholische Kirche in Piat in der philippinischen Provinz Cagayan. Die Kirche im Erzbistum Tuguegarao mit dem Patrozinium Mariä Heimsuchung trägt den Titel einer Basilica minor.

## Geschichte
Im Jahr 1604 wurde das Bild einer schwarzen Jungfrau Maria mit dem Jesuskind auf dem linken Arm von den Dominikanern aus Macau auf die Philippinen gebracht. 1622 kam das Bildnis nach Piat. Nachdem es zwischenzeitlich durch ein schöneres Bild aus Manila ersetzt worden war, kehrte es auf Verlangen der Bevölkerung der Itawis nach Piat zurück und wurde in Anwesenheit von 10.000 Gläubigen in einem kleinen Heiligtum aufgestellt.
In den 1700er Jahren wurde eine größere Kirche aus dauerhaften Materialien auf einem Hügel etwa zwei Kilometer von der Pfarrkirche von Santo Domingo entfernt erbaut. Die heutige Basilika wurde von Pfarrer Diego Pinero und später von Bruder Jose Gurumeta bis 1875 errichtet.
1954 wurde das Bildnis Unserer Lieben Frau von Piat kanonisch gekrönt. Am 22. Juni 1999 wurde das Heiligtum durch Papst Johannes Paul II. zur Basilica minor erhoben. Die feierliche Liturgie wurde durch Antonio María Kardinal Javierre Ortas gefeiert.

## Architektur
Die neuromanische Basilika besitzt eine einfache Fassade mit drei Kirchentüren, die links von einem hohen Glockenturm flankiert wird. Sie befindet sich hochwassergeschützt auf einem Hügel. Die Kirche wurde hauptsächlich aus roten Ziegeln errichtet. Die Innenräume haben eine gewölbte Decke aus Holz mit historischen Bildern und Darstellungen an den Wänden. Im Altar ist die Marienstatue durch einen Glaskasten geschützt. Auf der Rückseite der Kirche befindet sich eine Treppe, die zu einem Fenster führt, das sich hinter dem Gehäuse der Marienstatue befindet. Durch dieses Fenster können die Gläubigen das Kleid der Statue berühren.
Angrenzend an die Basilika befinden sich ein Sakralmuseum, das Pfarrkloster und ein Kreuzweg mit lebensgroßen Darstellungen.